# Mađer
Mađer (izvirno srbsko Мађер) je naselje v Srbiji, ki upravno spada pod Občino Požega; slednja pa je del Zlatiborskega upravnega okraja.

## Demografija
V naselju živi 135 polnoletnih prebivalcev, pri čemer je njihova povprečna starost 49,2 let (43,4 pri moških in 54,4 pri ženskah). Naselje ima 58 gospodinjstev, pri čemer je povprečno število članov na gospodinjstvo 2,64.
To naselje je, glede na rezultate popisa iz leta 2002, večinoma srbsko, a v času zadnjih treh popisov je opazno zmanjšanje števila prebivalcev.
|  |

| Demografija | Demografija     | Demografija     |
| Leto        | Št. prebivalcev | Št. prebivalcev |
| ----------- | --------------- | --------------- |
|             |                 |                 |
|             |                 |                 |
|             |                 |                 |
|             |                 |                 |
| 1948        | 268             |                 |
| 1953        | 296             |                 |
| 1961        | 275             |                 |
| 1971        | 248             |                 |
| 1981        | 218             |                 |
| 1991        | 190             | 188             |
| 2002        | 155             | 153             |
|             |                 |                 |

| Etnična sestava po popisu iz leta 2002 | Etnična sestava po popisu iz leta 2002 | Etnična sestava po popisu iz leta 2002 | Etnična sestava po popisu iz leta 2002 | Etnična sestava po popisu iz leta 2002 |
| -------------------------------------- | -------------------------------------- | -------------------------------------- | -------------------------------------- | -------------------------------------- |
| Srbi                                   | Srbi                                   |                                        | 152                                    | 99,34%                                 |
| Bošnjaki                               | Bošnjaki                               |                                        | 1                                      | 0,65%                                  |
| Neznano                                | Neznano                                |                                        | 0                                      | 0,0%                                   |